# Нимр ан-Нимр
Нимр Бакир Амин ан-Нимр (араб. نمر باقر أمين النمر‎; 21 июня 1959, Аль-Авамия, Восточный административный район — 2 января 2016, Саудовская Аравия) — шиитский проповедник из Саудовской Аравии, подвергшийся судебному преследованию и смертной казни.

## Биография
Родился в посёлке Аль-Авамия близ города Эль-Катиф на востоке Саудовской Аравии возле побережья Персидского залива.
Около 10 лет учился в Куме, а также в Сирии.
Стал популярен среди шиитского меньшинства страны, особенно в Восточной провинции королевства, как проповедник, который в своих речах и лекциях часто обращался к темам конфессиональной дискриминации и притеснений шиитов в Саудовской Аравии. Нимр ан-Нимр имел брата по имени Мухаммед. В 2004 и 2006 годах он ненадолго арестовывался, в 2008 году встречался с американскими дипломатами, отметившими быстрый рост его влияния на шиитов и назвавшими Нимр ан-Нимра второй по значимости шиитской фигурой в королевстве.

### Арест и суд
Был ранен полицией в ногу и арестован в июле 2012 года после серьёзных массовых беспорядков на востоке страны. Его задержание вызвало новые протесты, а находящаяся под домашним арестом принцесса Сахар бинт Абдалла выступила с призывом продолжить дело проповедника и устроить в стране революцию. После суда, который сопровождался повышенными мерами безопасности и в справедливости которого правозащитники выражали сомнения, Нимр ан-Нимр был приговорён к смертной казни за «разжигание розни и расшатывание национального единства». Ему инкриминировали призывы к беспорядкам и «выходу из повиновения правителей».
25 октября 2015 года Верховный суд Саудовской Аравии отклонил апелляцию шейха и тем самым сделал его казнь возможной. Король Салман утвердил смертный приговор.
Мона аль-Джубейр, его жена, умерла в больнице в Нью-Йорке, когда он был арестован.

### Казнь
2 января 2016 года Нимр ан-Нимр был казнён. Саудовские власти похоронили ан-Нимра на мусульманском кладбище, тело не было выдано родственникам.

### Реакция на казнь
Политики и духовные лидеры шиитов осудили казнь. Руководитель и духовный лидер Ирана аятолла Хаменеи заявил: «Казнь мученика шейха Нимра стала политической ошибкой руководства Саудовской Аравии. Несправедливо пролитая кровь богослова приведет к тому, что руководство Саудовской Аравии постигнет возмездие».
Вслед за объявлением о казни ан-Нимра в Саудовской Аравии, а также в Бахрейне, Ливане и Иране прошли демонстрации шиитов. В Саудовской Аравии десятки шиитов организовали шествие из Эль-Авамии в Эль-Катиф. Протестующие скандировали: «Долой Аль Саудов!». Власти направили в Эль-Катиф войска для подавления возможных волнений. В Бахрейне полиция разогнала протестующих, применив слезоточивый газ.
Посольство Саудовской Аравии в Тегеране протестующие иранцы закидали бутылками с зажигательной смесью и взяли штурмом. В ночь на 3 января иранская полиция вытеснила протестующих с территории посольства.
4 января Саудовская Аравия разорвала дипломатические отношения с Ираном. Вслед за Саудовской Аравией Бахрейн и Судан разорвали дипломатические отношения с Ираном. Объединённые Арабские Эмираты отозвали своего посла и объявили о понижении дипломатических отношений с Ираном до уровня временных поверенных в делах. 5 января Кувейт отозвал из Ирана своего посла, а замминистра иностранных дел страны Халед Сулейман аль-Джаралла вручил послу Ирана ноту протеста. 6 января Джибути разорвала дипотношения с Ираном. 7 января дипотношения с Ираном разорвала Сомали.